# SpiceJet
SpiceJet là một hãng hàng không chi phí thấp của Ấn Độ thuộc sở hữu của Tập đoàn Sun của Ấn Độ. Đây là hãng hàng không lớn thứ tư ở Ấn Độ sau IndiGo, Jet Airways và Air India.. Hãng có trụ sở đăng ký tại Chennai, Tamil Nadu, và một văn phòng công ty ở Gurgaon, Haryana. Hãng bắt đầu dịch vụ tháng 5 năm 2005, và tháng 12 năn 2013, hãng đã chiếm thị phần 19,1% trên thị trường hàng không nội địa Ấn Độ.